# Thuyết âm mưu

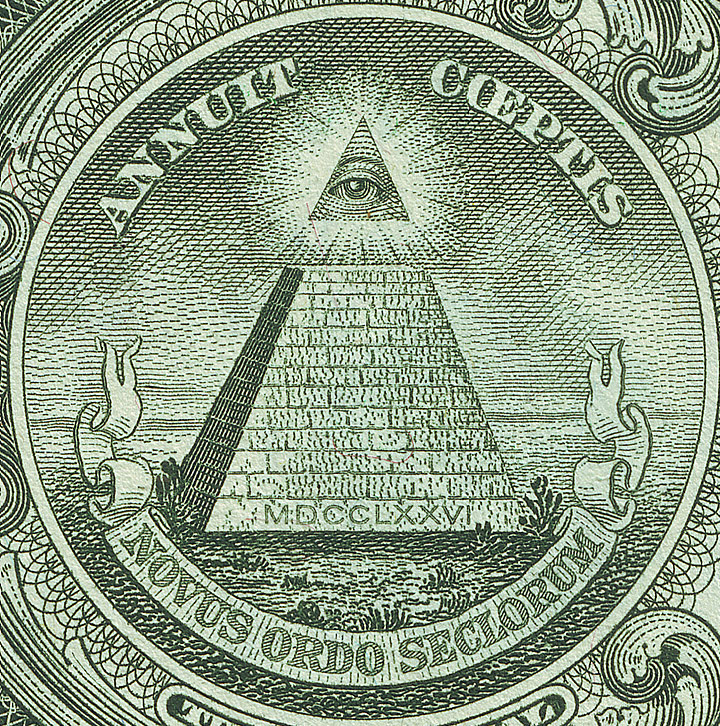
Con mắt của Chúa Quan Phòng, hay con mắt toàn hảo của Đức Chúa Trời, được thấy trên tờ 1 đô la Mỹ, đã được một số người đưa ra để chứng minh về một thuyết âm mưu liên quan đến những người sáng lập ra Hoa Kỳ và Illuminati.

Thuyết âm mưu là lời giải thích cho một sự kiện hoặc tình huống có thể gây ra âm mưu từ các nhóm ác ý và mang tính nhằm thao túng quyền lực, thường là động cơ chính trị khi các giải thích khác có khả năng xảy ra hơn. Thuật ngữ này có hàm ý tiêu cực, ngụ ý rằng việc thu hút một âm mưu dựa trên định kiến hoặc không đủ bằng chứng.
Các lý thuyết về âm mưu chống lại sự phản nghiệm và được củng cố bằng lý luận vòng tròn: cả bằng chứng chống lại âm mưu và việc không có bằng chứng cho nó đều được giải thích lại là bằng chứng về sự thật của nó, theo đó âm mưu trở thành vấn đề của đức tin hơn là một điều điều đó có thể được chứng minh hoặc bác bỏ. Nghiên cứu cho thấy rằng lý tưởng theo chủ nghĩa âm mưu—tin vào các lý thuyết âm mưu—có thể có hại về mặt tâm lý hoặc bệnh lý và nó có tương quan với phóng chiếu tâm lý, chứng hoang tưởng và chủ nghĩa Machiavelli. Các nhà tâm lý học cho rằng việc tìm ra một âm mưu mà không có âm mưu thực sự nào, là một hiện tượng tâm thần được gọi là nhận thức kiểu ảo tưởng.
Trong lịch sử, các thuyết âm mưu được liên kết chặt chẽ với định kiến, các cuộc săn lùng phù thủy, chiến tranh và các vụ diệt chủng. Chúng thường được các thủ phạm của các cuộc tấn công khủng bố tin tưởng mạnh mẽ, và được Timothy McVeigh và Anders Breivik, cũng như các chính phủ như Đức Quốc xã, Liên Xô, và Thổ Nhĩ Kỳ  sử dụng làm lời biện minh. Chủ nghĩa phủ nhận AIDS của chính phủ Nam Phi, được thúc đẩy bởi các thuyết âm mưu, đã gây ra ước tính khoảng 330.000 người chết vì AIDS, trong khi niềm tin vào các thuyết âm mưu về thực phẩm biến đổi gen đã khiến chính phủ Zambia từ chối viện trợ lương thực trong một nạn đói, vào thời điểm mà 3 triệu người trong cả nước đang bị đói. Các lý thuyết âm mưu là một trở ngại đáng kể đối với việc cải thiện sức khỏe cộng đồng, khuyến khích sự phản đối việc tiêm chủng và truyền nước, và có liên quan đến việc bùng phát các bệnh có thể phòng ngừa bằng vắc xin.
Các tác động khác của thuyết âm mưu bao gồm giảm lòng tin vào bằng chứng khoa học, cực đoan hóa và củng cố ý thức hệ của các nhóm cực đoan, và các hậu quả tiêu cực đối với nền kinh tế. Các lý thuyết âm mưu từng giới hạn đối với khán giả cực đoan giờ đã trở nên phổ biến trên các phương tiện truyền thông đại chúng, nổi lên như một hiện tượng văn hóa của cuối thế kỷ 20 và đầu thế kỷ 21. Chúng phổ biến trên khắp thế giới và thường được mọi người tin tưởng, một số thậm chí được đa số dân chúng tin là đúng. Các biện pháp can thiệp để giảm sự xuất hiện của niềm tin vào các âm mưu bao gồm duy trì một xã hội cởi mở và cải thiện kỹ năng tư duy phân tích của công chúng.

## Một số ví dụ
Danh sách những thuyết âm mưu hấp dẫn rất dài. Giới theo thuyết âm mưu cho rằng:
- Cuộc tấn công ngày 11 tháng 9 năm 2001 hoặc đã được cố tình cho phép xảy ra hoặc là một chiến dịch đánh lừa công luận do chính phủ Hoa Kỳ tiến hành Các giả thuyết âm mưu về sự kiện 11 tháng 9.
- Tổng thống Kennedy bị ám sát là do bàn tay của CIA hay mafia Mỹ đứng đằng sau.
- Phi thuyền Apollo không hề đổ bộ lên Mặt Trăng.
- Căn bệnh AIDS là do con người tạo ra.
- Người ngoài hành tinh từng đến thăm Trái Đất nhưng chính phủ Mỹ giấu biệt. Một số người theo thuyết "Các nhà du hành vũ trụ cổ đại" (Ancient Astronauts hay Ancient Aliens) tin rằng thần thánh trong các tôn giáo và tín ngưỡng trên thế giới chính là người ngoài hành tinh. Họ đến và khai sáng loài người rồi tự nhận là Chúa. Chẳng hạn như trong Cựu Ước có kể về tổ phụ Enoch chạy trên một chiếc xe có bánh phát ra lửa. Moise nhận được 10 điều răn từ một tiếng nói phát ra từ các đám mây.
- Facebook được cho là công cụ của CIA.
- Bin Laden đã làm việc cho CIA.[34]

### Ba loại thuyết âm mưu theo Barkun
Barkun đã xác định ba cách phân loại lý thuyết âm mưu:

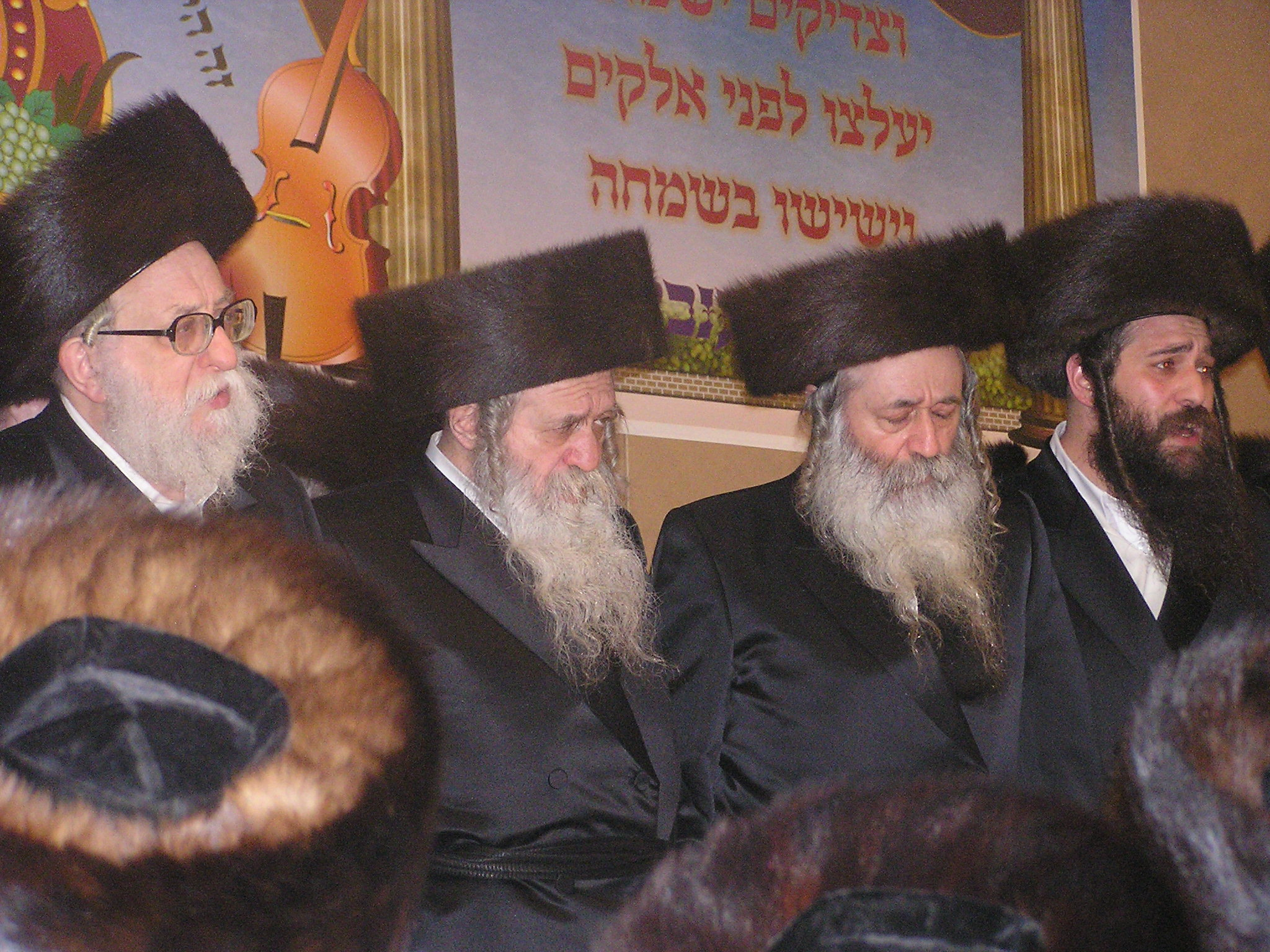
Người Do Thái thường là nạn nhân của các thuyết âm mưu.

- Lý thuyết âm mưu theo hệ thống. Những lý thuyết này liên quan đến các mục tiêu rộng lớn bị cáo buộc như sự thống trị của một quốc gia hoặc sự thống trị thế giới. Theo Barkun, thuyết âm mưu dựa theo hệ thống tạo nên những lý thuyết như vậy thường đơn giản, với một số tổ chức hoặc hội kín bí ẩn. Ví dụ này bao gồm các lý thuyết âm mưu về người Do Thái, hội Tam Điểm, Chủ nghĩa Cộng sản, hoặc Giáo hội Công giáo.[35]
- Các lý thuyết âm mưu theo sự kiện. Điều này đề cập đến các sự kiện có giới hạn và được xác định rõ ràng. Các ví dụ có thể bao gồm các giả thuyết về âm mưu như những điều liên quan đến vụ ám sát Kennedy, 9/11 và sự lây lan của AIDS.[35]
- Các lý thuyết siêu âm mưu. Đối với Barkun, các lý thuyết như vậy liên kết với nhiều âm mưu bị cáo buộc với nhau theo thứ bậc. Ở đỉnh cao là một thế lực xa xôi nhưng đầy quyền lực sức mạnh. Những ví dụ được trích dẫn của ông là những ý tưởng của David Icke và Milton William Cooper.[35]

### Trung Đông
Matthew Gray đã lưu ý rằng các giả thuyết âm mưu là một đặc trưng phổ biến của nền văn hoá Ả Rập và thế giới chính trị. Các biến thể bao gồm các âm mưu liên quan đến chủ nghĩa thực dân đô hộ, chủ nghĩa phục quốc của người Do Thái, các siêu cường quốc, nguồn tài nguyên thiên nhiên năng lượng dầu mỏ, và cuộc chiến chống khủng bố, có thể được gọi là Chiến tranh chống lại Hồi giáo. Ví dụ rõ ràng là cuốn sách The Protocols of the Elders of Zion nổi tiếng, là một tài liệu đánh lừa người đọc để rơi vào trạng thái lo lắng sợ hãi về kế hoạch thống trị nhân loại của người Do Thái, quyển sách The Protocols of the Elders of Zion được đọc, được phổ biến rộng rãi, và được quảng bá nhiều trong thế giới Hồi Giáo. Roger Cohen đã gợi ý rằng sự phổ biến của những lý thuyết âm mưu trong thế giới Ả Rập là "nơi ẩn náu cuối cùng của những con người bất lực". Al-Mumin Said đã ghi nhận sự nguy hiểm của các lý thuyết âm mưu như vậy, vì những thuyết âm mưu này "gìn giữ chúng ta không chỉ phớt lờ sự thật mà còn tránh cả việc phải đối mặt với các lỗi lầm và các vấn đề của chính bản thân chúng ta".